# Liste der Monuments historiques in Mougins
Die Liste der Monuments historiques in Mougins führt die Monuments historiques in der französischen Gemeinde Mougins auf.

## Liste der Bauwerke
| Bezeichnung                        | Beschreibung              | Standort | Kennzeichnung | Schutzstatus | Datum | Bild           |
| ---------------------------------- | ------------------------- | -------- | ------------- | ------------ | ----- | -------------- |
| Kapelle Notre-Dame-de-Vie          | Erbaut im 16. Jahrhundert | (Lage)   | PA00080770    | Inscrit      | 1927  | weitere Bilder |
| Kapelle St-Barthélemy              |                           | (Lage)   | PA00080771    | Inscrit      | 1941  | weitere Bilder |
| Befestigungsanlage Porte Sarrazine |                           | (Lage)   | PA00080772    | Inscrit      | 1942  | weitere Bilder |

## Liste der Objekte
Zum Verständnis siehe: Kirchenausstattung
- Monuments historiques (Objekte) in Mougins in der Base Palissy des französischen Kultusministeriums